# 冰筏

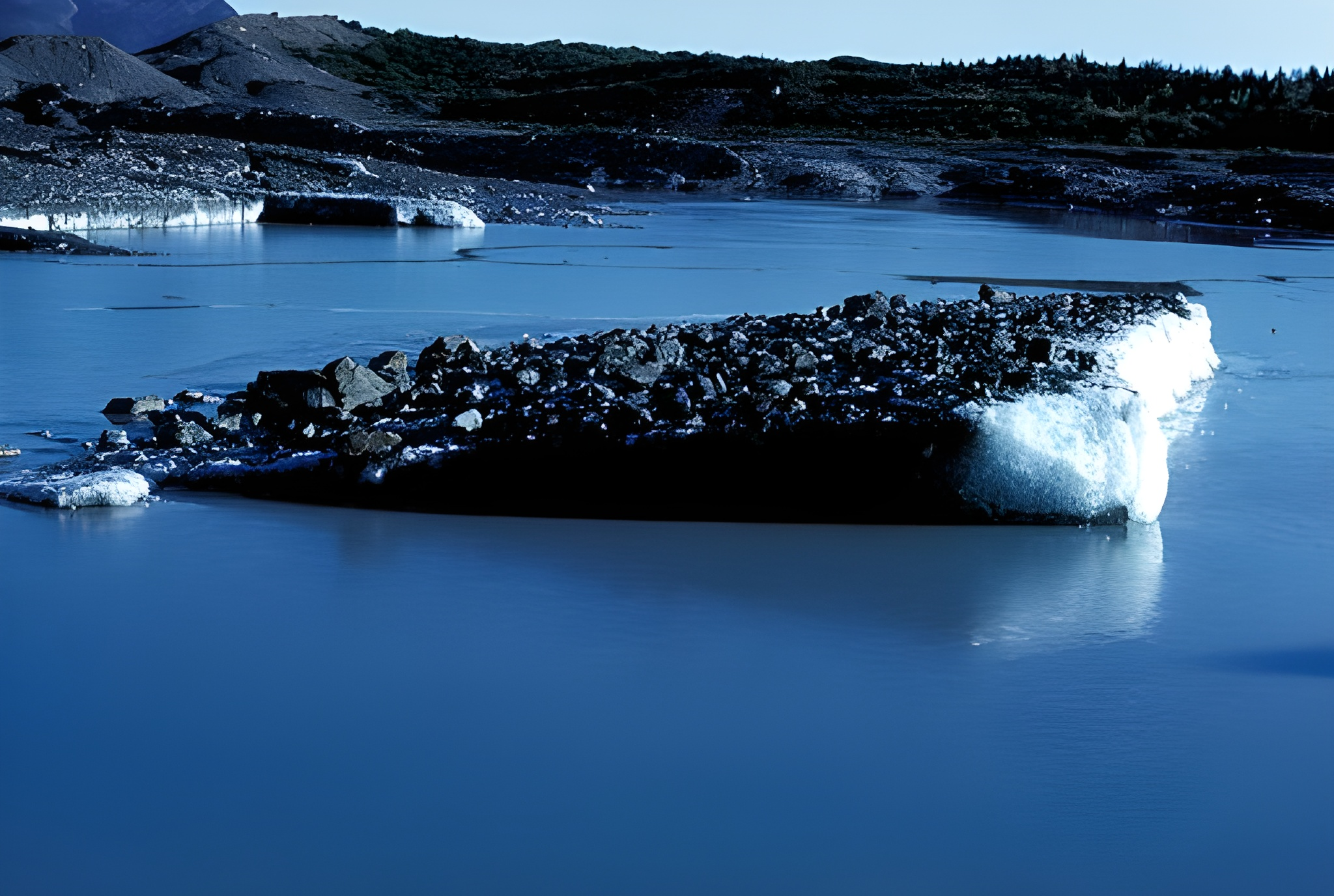
阿拉斯加谢里登冰川的冰筏

冰筏（英語：ice rafting）是指冰川的前緣隨融水流出的浮冰，其上攜帶有大量冰磧物。當冰筏傾覆或融化時，其中的漂礫即墜落於當地，稱為墜石；冰蓋解體產生的冰山融化時，這些冰磧物則沉入洋底，成為浮冰碎屑沉積。冰筏是全新世冰川期沉積物運輸的主要機制，當時海平面非常低，大部分土地被冰川覆蓋。冰筏是確定古冰川遺蹟、研究古氣候演化的的重要證據，時至今日冰筏仍在產生，但規模要比冰期小得多。